# Ивановка (Прохоровский район)
Ивановка — село в Прохоровском районе Белгородской области. Входит в состав Беленихинского сельского поселения.

## История
История образования села Ивановка  начинается с 1770 года, когда оно еще принадлежало помещикам Петру и Дмитрию Беленихиным. 
По данным краеведа белгородской области А.Г. Бобова:
«Около 1770 года сын дворянина Прохора Ильинского – Иван Прохорович в верховье Сажного Донца основывает деревню Ивановку (Беленихинскую). В 1783 году в ней проживало 35 душ подданных черкас».
Согласно данным переписи 1852 года в селе располагалось 43 двора и проживало 405 человек (209 мужчин и 196 женщин).
Помещиком Беленихиным была открыта школа для крестьян, он сам преподавал естественные науки. Так же в селе имелись торговая лавка и кабак.
Перед приходом коллективизации Беленихин разделил землю между крестьянами и покинул село. В 1929 году в Ивановке был создан колхоз “Красный пахарь”. 
Великая Отечественная война не обошла стороной Ивановку, многие жители ушли на фронт, не все вернулись после войны. 

## География
Находится в северной части Белгородской области, в лесостепной зоне, в пределах юго-западного склона Среднерусской возвышенности, вблизи истока реки Сажновский Донец, к востоку от автодороги 14Н-588, на расстоянии примерно 9 километров (по прямой) к юго-западу от Прохоровки, административного центра района. Абсолютная высота — 157 метров над уровнем моря.

### Климат
Климат характеризуется как умеренно континентальный, с относительно мягкой зимой и тёплым продолжительным летом. Среднегодовая температура воздуха — 5,4 °C. Средняя температура воздуха самого холодного месяца (января) — −9,2 °C; самого тёплого месяца (июля) — 16,4 — 24,3 °C. Безморозный период длится в среднем 155—160 дней. Годовое количество атмосферных осадков — 527—595 мм, из которых большая часть выпадает в тёплый период.

### Часовой пояс
Село Ивановка как и вся Белгородская область, находится в часовой зоне МСК (московское время). Смещение применяемого времени относительно UTC составляет +3:00.

## Население
| 2002 | 2010 |
| ---- | ---- |
| 135  | ↗144 |

### Половой состав
По данным Всероссийской переписи населения 2010 года в гендерной структуре населения мужчины составляли 45,1 %, женщины — соответственно 54,9 %.

### Национальный состав
Согласно результатам переписи 2002 года, в национальной структуре населения русские составляли 88 %.